# 费利克斯 (428年执政官)
费利克斯（拉丁語：Felix），卒于430年，罗马帝国将领，勋贵头衔持有者。

## 生平
425年，非法的皇帝约安尼斯被击败后，年幼的瓦伦丁尼安三世登基，实际权力掌握在太后普拉西提阿手中，费利克斯被任命为帝国西部全军统帅，主持修复了被匈人破坏的多瑙河防线。428年，被选为执政官，同年，指控阿非利加督军博尼法斯意图自立，与博尼法斯爆发内战。但是费利克斯的军队未能击败博尼法斯，双方僵持不下。
430年，与妻子在拉文纳乌尔西亚纳大教堂被谋杀。据普里斯库斯记载，他被指控与太后普拉西提阿一起密谋针对御前骑兵统帅埃提乌斯，被埃提乌斯下令杀死。